# Habanero

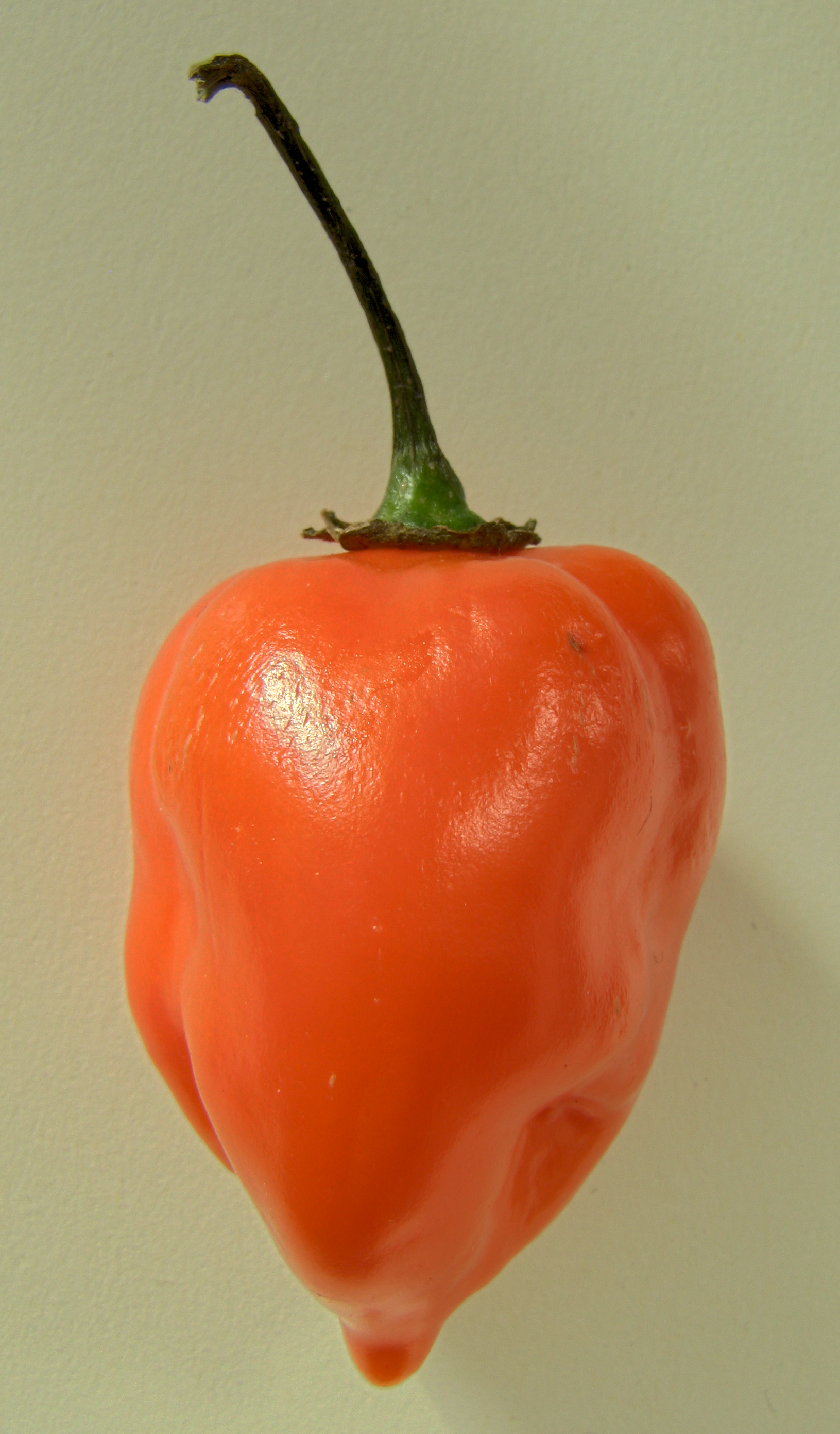
Een rijpe habaneropeper

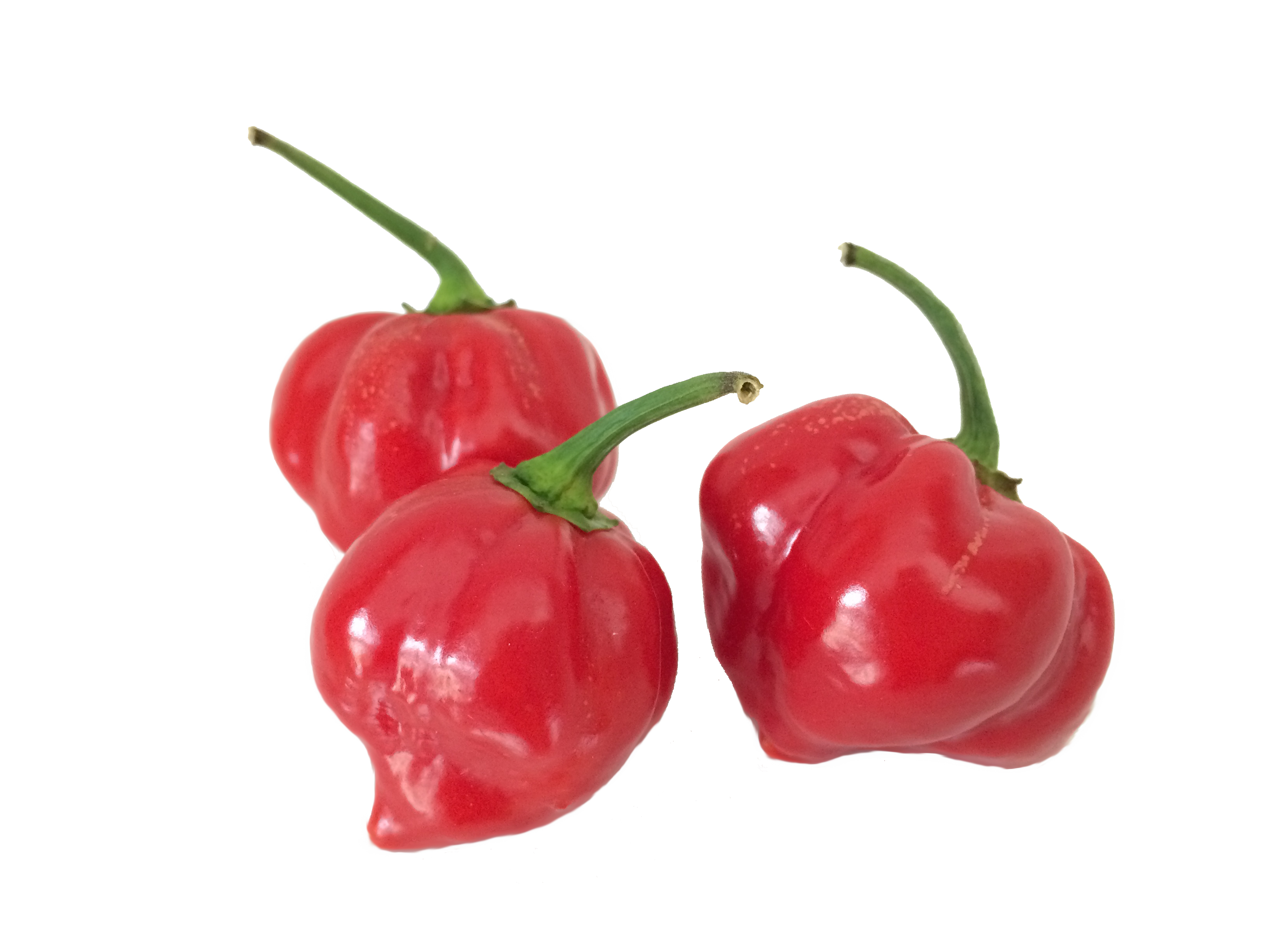
Rode variant

De habanero is een zeer hete chilipeper van het geslacht Capsicum. Onrijpe habanero's zijn groen en rijpen rood af. Ook zijn er gele en oranjeachtige varianten. Ze zijn 2 tot 6 centimeter lang. De pepers worden beoordeeld van 100.000 tot 350.000 op de schaal van Scoville.

## Herkomst
Omdat de naam habanero "uit Havana afkomstig" betekent, wordt ten onrechte aangenomen dat deze peper uit Cuba zou komen. Wellicht berust dit misverstand op het feit dat zij daar vroeger veel verhandeld werd. Volgens recent onderzoek neemt men aan dat de oorsprong op het schiereiland Yucatán ligt. Na de ontdekking ervan door de Europeanen werd de habaneropeper al snel wereldwijd verspreid. Zo dacht men in de 18e eeuw ook nog eens dat deze peper oorspronkelijk uit China zou komen. Vandaar dat de plant ingedeeld werd in de groep Capsicum chinense.
De meeste, vooral de oranjeachtige en gele, habaneropepers komen van het schiereiland Yucatán. De rode variëteit uit het Caribische gebied. Andere productielanden zijn Belize, Panama, Costa Rica en de deelstaten Texas, Idaho en Californië van de Verenigde Staten.

## De plant

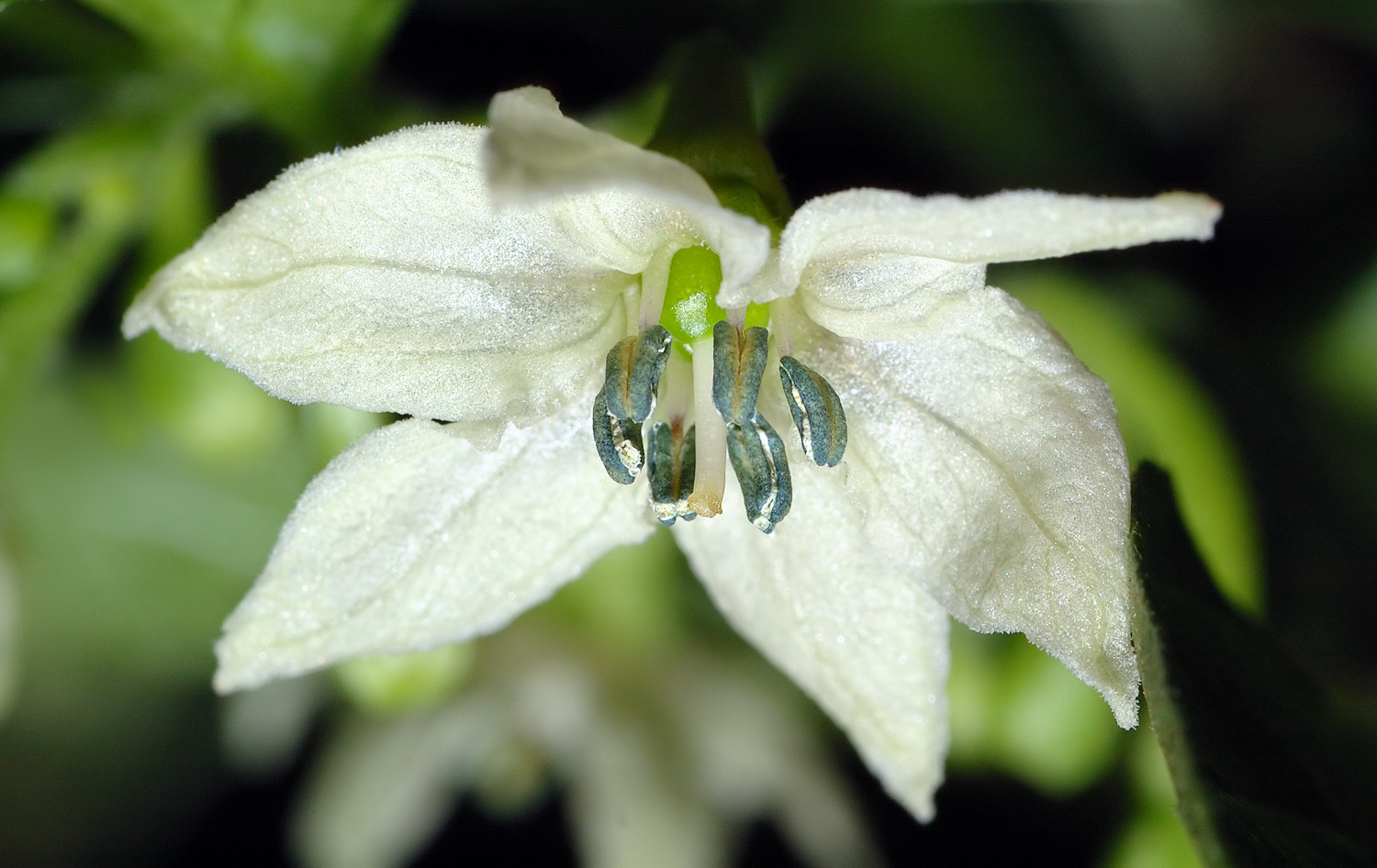
Bloeiwijze van de habaneropeper

De plant kan 120 cm hoog worden. De 2 tot 6 cm lange vrucht tot 2,5 cm breed. De bladeren lijken op die van andere Capsicum variëteiten evenals de wat wit/groenige bloemen. Het afrijpen van de vrucht gaat van groen naar geel, oranje, rood tot soms bruin toe.
Vaak wordt het begrip habanero als synoniem gebruikt voor alle Capsicum chinense soorten terwijl er een veelheid aan vormen, kleuren, afmetingen en scherpten bestaan. Door veel kweken en kruisen ontstaan er steeds weer nieuwe varianten.
Enkele voorbeelden,
- Rode Savina - Lange tijd stond deze bekend als de scherpste peper ter wereld voordat de Naga-Jolokia werd geïntroduceerd. Het scherpterecord lag op 577.000 op de schaal van Scoville. Er is ook een oranje variant die Francisca heet.
- Naga Jolokia
- Habanero chocolat ook wel bruine habanero - Deze peper ziet er wat misleidend "niet zo scherp" uit.
- Sommige kwekers is het gelukt om de typische "habanero-smaak" zonder de scherpte te creëren. Tot deze soorten horen onder andere Habanero St. Lucia Island, NuMex Suave en Aji Dulce.
- Fatalii - Een gele habaneropeper uit Afrika.
- Datil - Een kleine spits toelopende oranje habaneropeper uit New Mexico.

## Gebruik

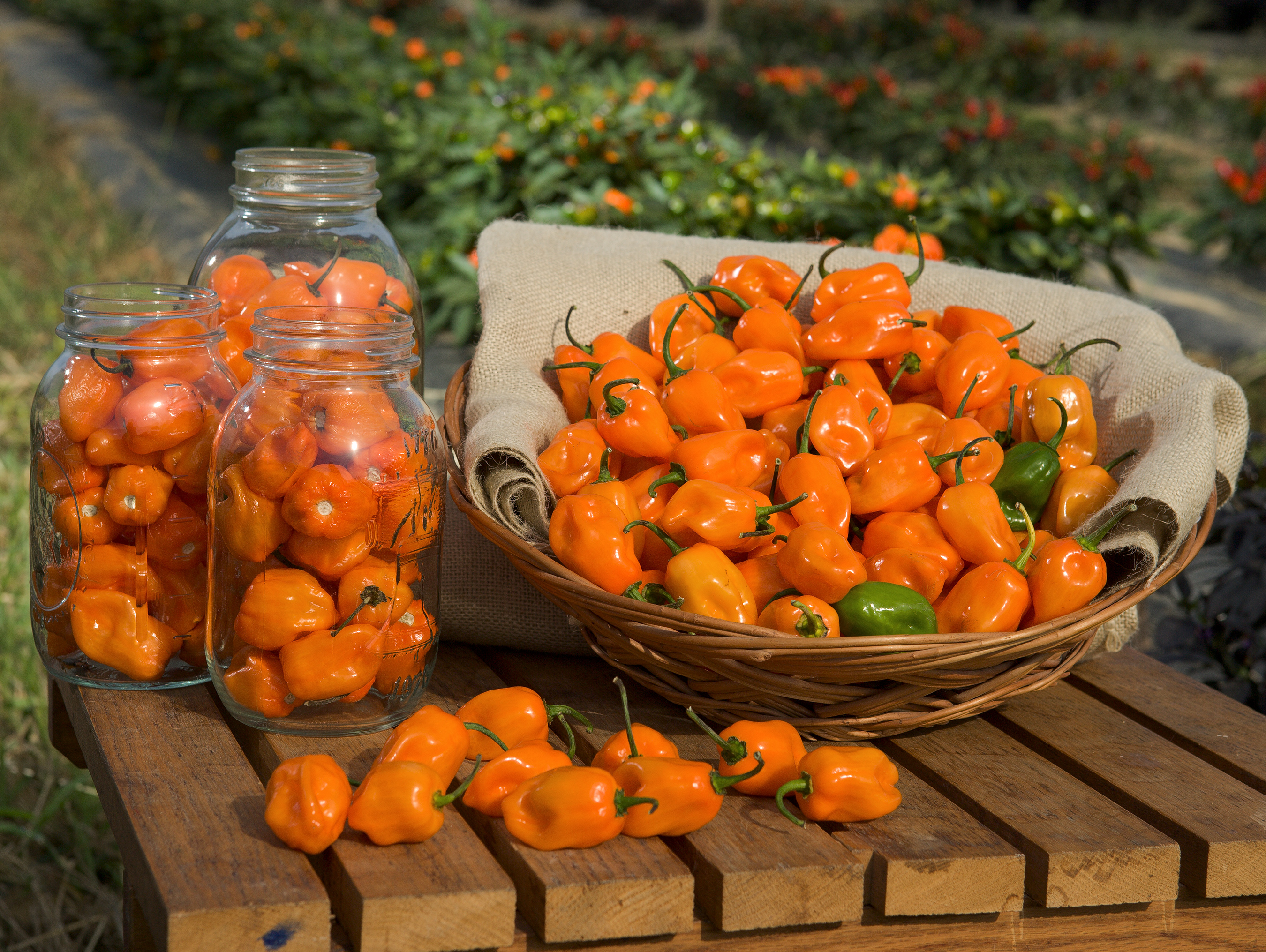
Pas geoogste habaneropepers

Habaneropepers behoren tot de scherpste pepers. Deze scherpte wordt veroorzaakt door de stof capsaïcine. De zaden en zaadlijsten in de vrucht kunnen concentraties van 1500 ppm bevatten. Een waterige oplossing met een concentratie van 0,5 ppm capsaïcine wordt door de meeste mensen al als scherp ervaren.
Op de Scovilleschaal gemeten liggen de waarden van habaneropepers tussen de 100.000 en 350.000 eenheden. De smaak is - afgezien van de scherpte - als tropisch fruit. In Mexico, Brazilië en Peru is de peper een vast bestanddeel in gebak.
Een manier om de habaneropeper voor de Europese mond genietbaar te maken wordt aanbevolen om - met het gebruik van handschoenen - de vrucht in stukken te snijden en vervolgens in honing te leggen. Op deze wijze kunnen zij een jaar in de koelkast bewaard worden. De honing elimineert grotendeels de stof capsaïcine en brengt de smaak van het tropische fruit tot zijn recht. Voorzichtigheid is toch nog steeds geboden omdat zelfs na lange tijd in de honing gelegen te hebben de vrucht voor de Europese smaakzin als behoorlijk scherp ervaren kan worden. In geringe gebruikshoeveelheden echter geeft het een aangename en unieke exotische scherpheid.